# Hemipachnobia
Hemipachnobia är ett släkte av fjärilar som ingår i familjen nattflyn.
Släktet omfattar två arter:
- Hemipachnobia monochromatea
- Hemipachnobia subporphyrea